# Cheick-Idriss Gonschinska

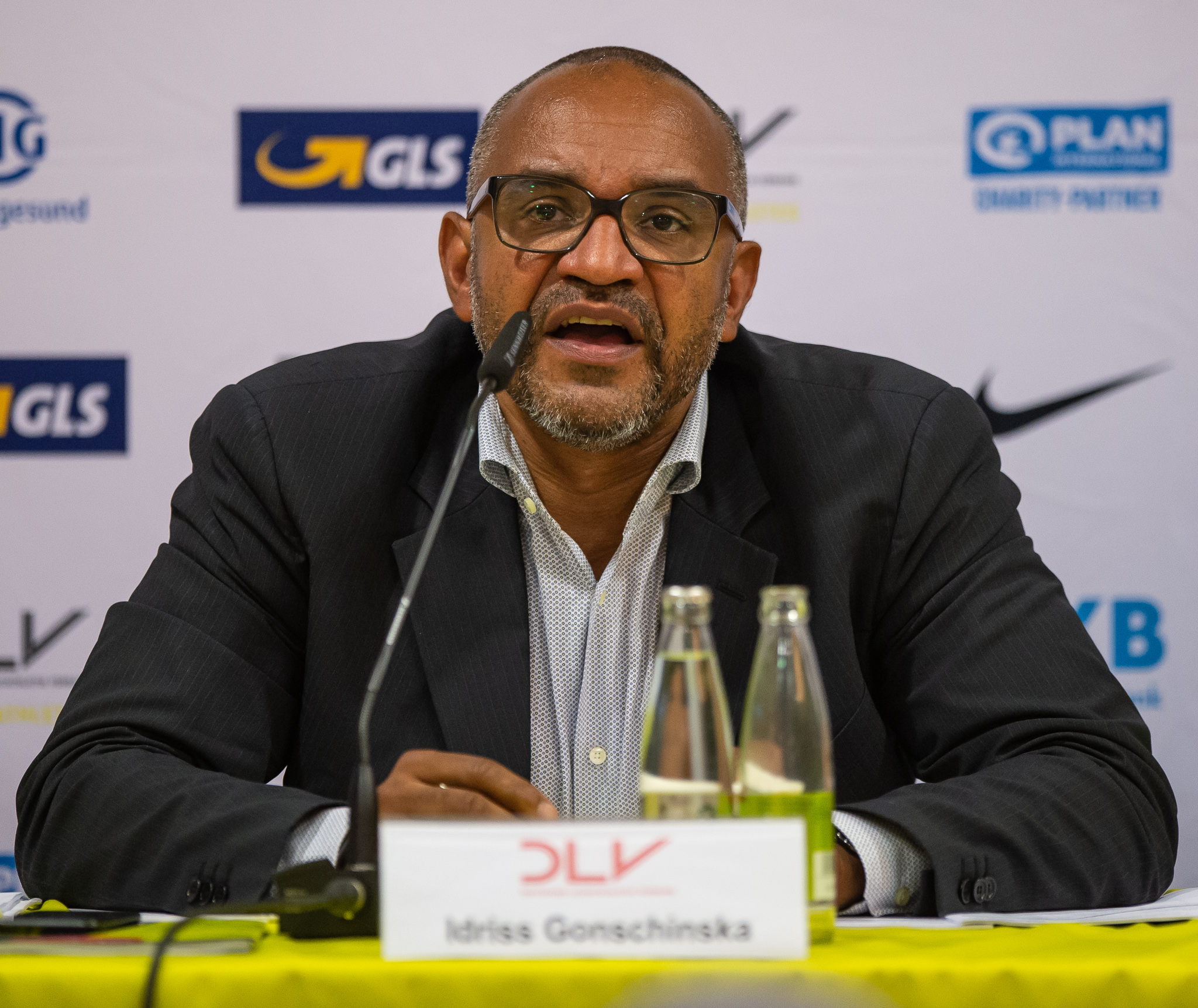
Idriss Gonschinska bei der Pressekonferenz zu den Deutschen Leichtathletik-Meisterschaften 2018

Cheick-Idriss Gonschinska (* 16. Dezember 1968 in Leipzig, DDR) ist ein deutscher Leichtathletiktrainer.

## Werdegang
Cheick-Idriss Gonschinska war in der DDR 110-Meter-Hürdensprinter. 1990 war er der beste Hürdenläufer in der DDR-Jahresbestenliste. Im Rahmen des Staatsdopings wurden auch ihm Anabolika verabreicht.
Gonschinska machte in seiner Heimatstadt Leipzig eine Ausbildung zum Diplom-Sportwissenschaftler. Anschließend war er in einem Reha-Zentrum in Berlin tätig, wo er mit verletzten Leistungssportlern und dadurch mit dem dortigen Olympiastützpunkt in Kontakt kam. 1994 wurde er hauptberuflich Leichtathletiktrainer beim SCC Berlin. Nico Motchebon, Olympiafünfter von 1996 und deutscher Hallenrekordler über 800 Meter, und Thomas Blaschek, Vizeeuropameister von 2006 über 110 Meter, gehörten zu seinen Schützlingen.
Seit Mitte der 1990er Jahre ist Gonschinska als Trainer für den Deutschen Leichtathletik-Verband tätig, zunächst zuständig für den Hürdensprint im Bereich Frauen und Männer. 2010 wurde er Bundestrainer für die Sprint- und Laufdisziplinen („Leitender Bundestrainer Track“) und 2012 Chef der Bundestrainer im DLV. Von Oktober 2016 bis Januar 2019 war er leitender Direktor Sport des DLV. Zum 1. Januar 2019 wurde er Generaldirektor des Deutschen Leichtathletik-Verbandes. Seit 2021 ist er Vorstandsvorsitzender des DLV.

## Familiärer Hintergrund
Gonschinska wurde als Sohn einer Leipzigerin und eines malischen Vaters geboren. Er lebt in Leipzig, ist verheiratet und Vater eines Sohnes.